# Nuussuaq
Nuussuaq [ˈnuːsːuɑq] (nach alter Rechtschreibung Nûgssuaĸ; dänisch Kraulshavn) ist eine grönländische Siedlung im Distrikt Upernavik in der Avannaata Kommunia.

## Lage
Nuussuaq liegt am Westeingang zur Bucht Umiarsualivik an der Halbinsel Nuussuaq. Im Eingang zur Bucht liegen die Insel Qeqertannguaq und die beiden Schären Ikkarlukassak (nördlich) und Ikkarlukassak (südlich). 52 km nördlich befindet sich der nächstgelegene Ort Kullorsuaq.

## Geschichte
Nuussuaq wurde 1923 als Udsted gegründet. Bereits 1922 war an dem Ort ein Packhaus errichtet worden. Im Gründungsjahr kamen ein Kohlenhaus, ein weiteres Packhaus und vermutlich auch die Wohnung des Udstedsverwalters dazu. 1926 wurde ein Laden mit Lager errichtet. 1930 hatte der Ort 39 Einwohner. 1937 erhielt Nuussuaq eine Schulkapelle. 1940 lebten 57 Menschen in Nuussuaq. 1942 wurden eine Böttcherei und ein neuer Laden gebaut. 1947 erhielt der Ort eine neue Udstedsverwalterwohnung und 1949 eine Krankenstation. 1950 war die Einwohnerzahl auf 86 Personen gestiegen. 1960 waren es 96 und 1970 lebten schon 147 Menschen in Nuussuaq. 1966 wurde ein Versammlungsgebäude errichtet.
Der dänische Name Kraulshavn bezieht sich auf den Kolonialverwalter Hans Peter Kraul (1863–1915).

## Wirtschaft
Nuussuaq lebt trotz wenig günstiger Bedingungen von Fischerei und Jagd. Zudem wird ein geringes touristisches Potential ausgeschöpft, das zum Beispiel aus Wanderungen oder Walbeobachtungen besteht.

## Infrastruktur und Versorgung
Der Hafen von Nuussuaq verfügt über einen vier Meter langen Steg bei einer Wassertiefe von 1,20 m. Über den Heliport Nuussuaq wird der Ort zweimal wöchentlich an Upernavik angebunden. Mit der näheren Umgebung erfolgt der Verkehr mit Hundeschlitten und Schneemobilen. Im Ort gibt es eine Fahrspur.
Nukissiorfiit versorgt Nuussuaq über den im Ort liegenden See Tasersuaq mit Trinkwasser und ist zudem für die Strom- und Wärmeversorgung zuständig. Abwasser wird in den Boden und ins Meer geleitet. TELE Greenland gewährleistet die telekommunikative Anbindung.

## Bebauung
In Nuussuaq gibt es eine Pilersuisoq-Filiale, die die Einwohner mit Gütern versorgt, sowie einen Handelsort für die Beute der Jäger und Fischer. Die 2011 vergrößerte Nuussuup Atuarfia unterrichtet ca. 36 Schüler in den Jahrgangsstufen 1 bis 7, nach denen die Schüler nach Upernavik wechseln. Es gibt zudem unter anderem eine Kirche in Nuussuaq sowie ein Servicegebäude, eine Postfiliale, eine Bibliothek und eine Tagespflegeeinrichtung. Sechs Gebäude in Nuussuaq sind als erhaltenswert eingestuft, darunter die Kirche von 1939, die jedoch 2008 abbrannte und 2011 durch eine neue ersetzt wurde.

## Bevölkerungsentwicklung
Die Einwohnerzahl von Nuussuaq stieg bis 2006 auf 226 Personen an und ist seitdem leicht zurückgegangen.

## Panorama

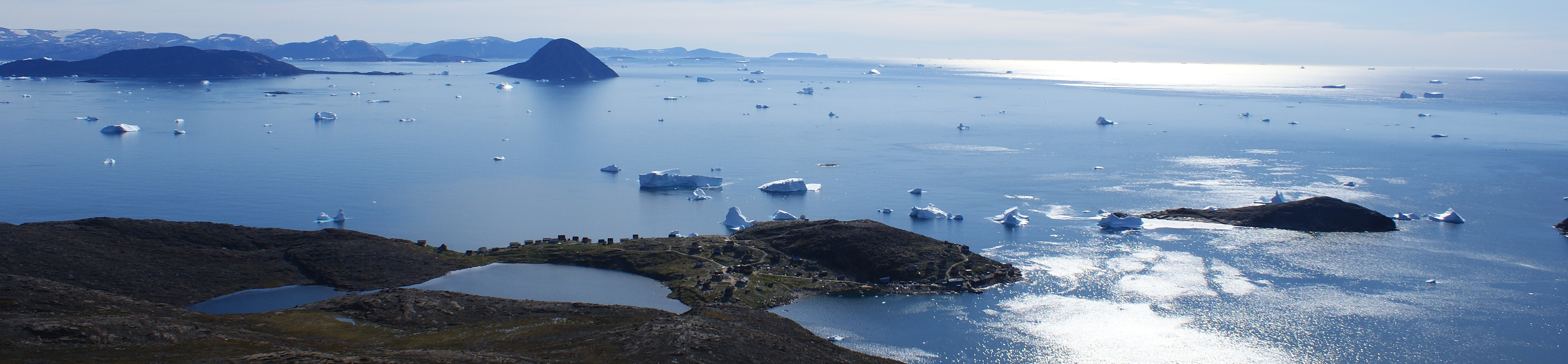
Nuussuaq und Umgebung (2010)